# COACH-Syndrom
Das COACH-Syndrom ist eine sehr seltene angeborene Form des Joubert-Syndroms mit Beteiligung der Leber (Leberfibrose). Die Bezeichnung ist ein Akronym für Fehlen (Aplasie) des Kleinhirnwurmes (Cerebellum), Oligophrenie (Schwachsinn), Ataxie, Colobom und Leberfibrose (Hepatische Fibrose).
Das Syndrom wird als Subtyp des Joubert-Syndromes (Joubert-Syndrom und verwandte Krankheiten) angesehen.
Synonyme sind: Gentile-Syndrom; Hypo/Aplasie des Kleinhirnwurms – Oligophrenie – kongenitale Ataxie – Kolobom – Leberfibrose; JS-H; Joubert-Syndrom mit kongenitaler hepatischer Fibrose.
Die Erstbeschreibung stammt aus dem Jahre 1974 durch den Kanadier Alasdair Hunter und Mitarbeiter.
Die Bezeichnung COACH wurde im Jahre 1989 geprägt von den Belgiern A. Verloes und C. Lambotte.

## Verbreitung
Die Häufigkeit wird mit unter 1 zu 1.000.000 angegeben, die Vererbung erfolgt autosomal-rezessiv.

## Ursache
Je nach zugrunde liegender Mutation können folgende Typen unterschieden werden:
- Typ 1 (80 %), Mutationen im TMEM67-Gen auf Chromosom 8 Genort q22.1[6]
- Typ 2 mit Mutationen im CC2D2A-Gen auf Chromosom 4 an p15.32[7]
- Typ 2 mit Mutationen im RPGRIP1L-Gen auf Chromosom 16 an q12.2[8]

Mutationen im TMEM67-Gen finden sich auch beim Meckel-Syndrom Typ 3, dem Joubert-Syndrom Typ 6 (mit hepatischem Defekt), dem RHYNS-Syndrom und der Nephronophthise Typ 11.
Mutationen im CC2D2A-Gen finden sich auch beim Meckel-Syndrom Typ 6, dem Joubert-Syndrom Typ 9 (mit Augen bzw. Leberdefekt) und der Retinopathia pigmentosa Typ 93.
Mutationen im RPGRIP1L-Gen finden sich auch beim Meckel-Syndrom Typ 5, dem Joubert-Syndrom Typ 7 (mit Nierenstörung).

## Klinische Erscheinungen
Klinische Kriterien sind:
- Manifestation in der Neugeborenenzeit
- Ausmaß und Beginn der Leberbeteiligung ist variabel, meist Leberfibrose
- Hypo- oder Aplasie des Kleinhirnwurmes
- angeborene Ataxie
- geistige Retardierung
- Nystagmus und Ptosis
- Nierenzysten

Hinzu können Kolobome der Ader--Netzhaut oder am Sehnerven sowie eine Nephronophthise kommen.
Es besteht eine Assoziation mit der Autosomal-rezessiven polyzystischen Nierenerkrankung (ARPKD).

## Diagnose
Die Diagnose ergibt sich aus den Befunden der medizinischen Bildgebung. In der Sonografie erkennt man eine erhöhte Echogenität des Leberparenchyms, eine Splenomegalie und gegebenenfalls in Umgehungskreislauf bei Portaler Hypertension. Die Nierenpyramiden sind vermehrt echogen. Am Auge findet sich ein Kolobom mit Retinadefekt und schräg verlaufender hinterer Herniation des Glaskörpers, eventuell eine Netzhautablösung.
In der Magnetresonanztomographie besteht zusätzlich sichtbar eine Hypoplasie bis Aplasie des Kleinhirnwurmes, die Kleinhirnhemisphären berühren sich in der Mitte, die oberen Kleinhirnschenkel verlaufen horizontal und fallen dadurch auf.

## Differentialdiagnostik
Vom klassischen Joubert-Syndrom unterscheidet das COACH-Syndrom sich durch das Fehlen von okulomotorischen Auffälligkeiten und von Episoden von Hyperpnoe.

## Therapie
Eine ursächliche Behandlung ist nicht bekannt, der Schwerpunkt liegt daher in der Vermeidung einer Portalen Hypertension und des Leberversagens.